# 塞人者

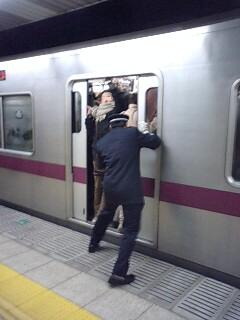
東急田園都市線三軒茶屋站的塞人者

塞人者（日语：押し屋）是指通勤高峰時期將被列車門夾住的乘客及行李塞入車廂的工作人員。從事這一工作的人員以兼職學生為主。這一職業主要盛行於日本最初出現在1955年10月24日的新宿站。在中國、西班牙等地亦有類似職業。